# ORβIT THE FIRST ONLINE LIVE「With」
『ORβIT THE FIRST ONLINE LIVE「With」』（オルビット ザ ファースト オンライン ライブ ウィズ）は、2021年11月27日・11月28日に開催された日韓合同ダンスボーカルグループORβIT初のオンラインライブ、および同イベントを収録した映像作品。

## 概要
2021年11月27日・28日に全3公演で開催されたORβIT初のオンラインライブ、およびその模様を収録した映像作品である。『ORβIT 1st ONLINE FANMEETING 「to EαRTH」』に続く2回目の歌唱イベントであり、コンサート形式のライブイベントとしては初めての開催となる。ORβITは2020年2月のグループ結成以降、新型コロナウイルス感染症の世界的流行に伴う日本および韓国の入国制限措置および韓国人メンバーの兵役未了に伴う海外渡航制限により長期間メンバーがほとんど合流できず、日韓に分かれて活動することを余儀なくされており、本イベントも7月開催のファンミーティング同様、当初は日韓に分かれた状態での開催が予定されていた。しかし、日本在住メンバーが韓国に渡航することで7人揃っての開催が可能となったため、当初予定していた9月25日・9月26日から10月9日・10日に開催日が延期となり、さらに演出の再構成とパフォーマンスの完成度向上を理由として11月27日・28日に開催日が再延期となった。本ライブでは、デビューアルバム『00』および1stミニアルバム『Enchant』の全楽曲、ならびに11月23日にリリースされたばかりの『Alter Ego』収録の2曲を含む全20曲が披露され、演出は照明、VJ、特効、カメラワークなどを含めてオンラインライブの利点を生かしたものとなった。

## 出演
ORβIT（YOUNGHOON、HEECHO、YOONDONG、JUNE、TOMO、SHUNYA、YUGO）

## 日程・会場
| 公演種別           | 公演日               | 開演時間 | 配信プラットフォーム |
| ------------------ | -------------------- | -------- | -------------------- |
| FC会員限定公演     | 2021年11月27日（土） | 19:00    | ZAIKO                |
| 一般公演（昼公演） | 2021年11月28日（日） | 15:00    | ZAIKO                |
| 一般公演（夜公演） | 2021年11月28日（日） | 19:00    | ZAIKO                |

## セットリスト
セットリストは全公演共通である。括弧内は歌唱者。
1. 極楽鳥花～Bird of paradise～（全出演者）
  - 1stミニアルバム『Enchant』収録曲
2. UNIVERSE（全出演者）
  - デビューアルバム『00』タイトル曲
3. Bloom（全出演者）
  - デビューアルバム『00』収録曲
4. Never gonna get away（全出演者）
  - 1stミニアルバム『Enchant』収録曲
5. Beautiful Butterfly（全出演者）
  - デビューアルバム『00』収録曲
6. Show Off（全出演者）
  - デビューアルバム『00』収録曲
7. Double 20（JUNE）
  - デビューアルバム『00』収録曲
8. Ready to burn（全出演者）
  - デビューアルバム『00』収録曲
9. Showersnow（TOMO）
  - デビューアルバム『00』収録曲
10. みずたまり。（YOONDONG、SHUNYA、YUGO）
  - デビューアルバム『00』収録曲
11. Crazy Love（全出演者）
  - デビューアルバム『00』収録曲
12. Dionaea（全出演者）
  - 1stミニアルバム『Enchant』ダブルタイトル曲
13. Eclipse（全出演者）
  - 2ndミニアルバム『Alter Ego』タイトル曲
14. MOONCRYSTALPOWER（YOUNGHOON）
  - デビューアルバム『00』収録曲
15. Flor Lunar（全出演者）
  - 1stミニアルバム『Enchant』収録曲
16. Serenade（全出演者）
  - デビューアルバム『00』収録曲
17. 君へ（HEECHO）
  - デビューアルバム『00』収録曲
18. Blind（全出演者）
  - 1stミニアルバム『Enchant』ダブルタイトル曲
19. Lazurite（全出演者）
  - デビューアルバム『00』収録曲

アンコール
1. ハナ（全出演者）
  - 2ndミニアルバム『Alter Ego』収録曲

## 映像作品
2022年2月28日に『FC限定 THE FIRST ONLINE LIVE「With」』のタイトルでFC会員限定公演を収録したBlu-ray Disc（初回生産分のみ販売）が発売された。また、2022年5月18日に『THE FIRST ONLINE LIVE「With」』のタイトルでBlu-ray Discが一般販売された。

### 公式
- ORβIT公式サイト
- Present Label『THE FIRST ONLINE LIVE「With」』Blu-ray情報
- ORβIT公式YouTubeチャンネル